# Samuel Girard
Samuel Girard (ur. 26 czerwca 1996 w Ferland-et-Boilleau) – kanadyjski łyżwiarz startujący w short tracku. Złoty medalista XXIII Zimowych Igrzysk Olimpijskich w konkurencji na 1000 m, wielokrotny medalista mistrzostw świata.
W marcu 2016 roku podczas mistrzostw świata w Seulu zdobył srebro w konkurencji 1000 metrów oraz w sztafecie w reprezentacji Kanady. Z kolei w marcu 2017 roku na MŚ w Rotterdamie zdobył trzecie miejsce w klasyfikacji generalnej i srebro w biegu na 1500 metrów. 
Podczas zawodów short tracku na Zimowych Igrzyskach Olimpijskich 2018 17 lutego zdobył złoty medal w wyścigu na 1000 metrów (w finałowym biegu, do którym doszło do kraksy, wyprzedził Amerykanina Johna-Henry'ego Kruegera i Koreańczyka Seo Yi-rę. Wcześniej w finałowym biegu na 1500 m był czwarty.